# Trüstedtita
La trüstedtita és un mineral de la classe dels sulfurs, que pertany al subgrup de la bornhardtita. Rep el nom en honor d'Otto Alexander Paul Trüstedt (París, França, 30 de març de 1866 - Hèlsinki, Finlàndia, 11 de setembre de 1929), qui va desenvolupar els mètodes de prospecció que van conduir al descobriment del dipòsit d'Outokumpu (Finlàndia).

## Característiques
La trüstedtita és un selenur de fórmula química Ni₃Se₄. Es tracta d'una espècie aprovada per l'Associació Mineralògica Internacional, i publicada per primera vegada el 1964. Cristal·litza en el sistema isomètric. La seva duresa a l'escala de Mohs és 2,5.
Segons la classificació de Nickel-Strunz, la trüstedtita pertany a «02.D - Sulfurs metàl·lics, amb proporció M:S = 3:4» juntament amb els següents minerals: bornhardtita, carrol·lita, cuproiridsita, cuprorhodsita, daubreelita, fletcherita, florensovita, greigita, indita, kalininita, linneïta, malanita, polidimita, siegenita, tyrrel·lita, violarita, xingzhongita, ferrorhodsita, cadmoindita, cuprokalininita, rodoestannita, toyohaïta, brezinaïta, heideïta, inaglyita, konderita i kingstonita.

## Formació i jaciments
Va ser descoberta a la vall del riu Kitka, a la localitat de Kuusamo (Ostrobòtnia del Nord, Finlàndia). També ha estat descrita a Alemanya, Anglaterra i a la República Popular de la Xina.